# Ceraria carrissoana
Ceraria carrissoana är en tvåhjärtbladig växtart som beskrevs av Arthur Wallis Exell och Francisco de Ascencão Mendonça. Ceraria carrissoana ingår i släktet Ceraria och familjen Didiereaceae. Inga underarter finns listade i Catalogue of Life.